# Nosaby församling
Nosaby församling är en församling i Villands och Gärds kontrakt i Lunds stift. Församlingen ligger i Kristianstads kommun i Skåne län och utgör ett eget pastorat.

## Administrativ historik
Församlingen har medeltida ursprung. 1614 utbröts en del av församlingen till den då bildade Kristianstads församling. Församlingen införlivade omkring 1675 Åraslövs församling.
Församlingen utgjorde till 1985 ett eget pastorat avbrutet under perioderna 1614 till 1618 och 1625 till 1643 då församlingen var moderförsamling i pastoratet Nosaby och Åraslöv. Från 1985 till 2006 moderförsamling i pastoratet Nosaby, Österslöv och Fjälkestad. 2006 införlivades Fjälkestads församling och Österslövs församling och församlingen utgör sedan dess ett eget pastorat.

## Kyrkoherdar
| Ämbetstid       | Namn                        | Levnadstid | Övrigt                       |
| --------------- | --------------------------- | ---------- | ---------------------------- |
| 1560–talet      | Tychicus Petrejus           |            | Pastor                       |
| 1584            | Niels Suendsön              |            |                              |
| 1590–           | Peder Hammer                |            |                              |
| 1600–1613       | Niels Mikkelsen Aalborg     |            |                              |
| 1613            | Hans Bang                   |            |                              |
| 1615            | Zacharias Jensen            |            |                              |
| 1617            | Johannes Andreae            |            | Pastor och stadskomminister. |
| 1619–1630       | Peder Pedersön              |            | Pastor och stadskomminister. |
| 1630–1644       | Jörgen Pedersen             | –1644      | Pastor och stadskomminister. |
| 1644–1669       | Casten Söffrensson Fundanus |            | Pastor och stadskomminister. |
| 1669–1677       | Hans Pedersen               |            | Pastor och stadskomminister. |
| 1670–talet–1680 | Erik Waldenius              |            | Pastor och stadskomminister. |
| 1680–1685       | Jonas Cavallius             |            | Pastor och stadskomminister. |
| 1686–1689       | Mats Castensson Fundanus    | 1648–1689  | Pastor och stadskomminister. |
| 1689            | Nils M. Hjort (Cervinus)    | 1654–1689  | Pastor och stadskomminister. |
| 1689–1699       | Petrus Sundius              |            | Pastor och stadskomminister. |
| 1699–1708       | Olaus Haldin                |            | Pastor och stadskomminister. |
| 1708–1712       | Chrstopher Blanxius         |            | Pastor och stadskomminister. |
| 1713–1725       | Nicolaus Robelius           |            | Pastor och stadskomminister. |
| 1725–1739       | Petrus Sylwander            | 1697–1739  | Pastor och stadskomminister. |
| 1740–1748       | Abraham Bogt                | –1748      | Pastor och stadskomminister. |
| 1748–1755       | Håkan Hellichius            | 1714–1755  | Pastor och stadskomminister. |
| 1755–1758       | Nils Rubenius               | –1758      | Pastor och stadskomminister. |
| 1759–1814       | Lars Schult                 | 1728–1814  | Pastor och stadskomminister. |
| 1816–1818       | Carl Anton Herslow          |            | Pastor och stadskomminister. |
| 1819–1839       | Gustaf Feuk                 |            | Pastor och stadskomminister. |
| 1839–1856       | Magnus Borgström            | 1796–      | Pastor och stadskomminister. |
| 1856–           | Olof Hörman                 | 1814–      | Pastor och stadskomminister. |

## Kyrkor
- Fjälkestads kyrka
- Nosaby kyrka
- Råbelövs kyrka
- Österslövs kyrka